# 格里齊基
51°31′28″N 26°24′48″E / 51.52444°N 26.41333°E
格里齊基（烏克蘭語：Грицьки），是烏克蘭西北部的村莊，隸屬里夫內州的薩爾內區。該村始建於1520年，面積0.5平方公里，海拔高度159米，2001年人口224，人口密度每平方公里448人。